# Józef Brzeziński (inżynier)
Józef Brzeziński (ur. 1842 na Żmudzi, zm. 11 stycznia 1933 w Rzeszowie) – powstaniec styczniowy, inżynier, urzędnik.

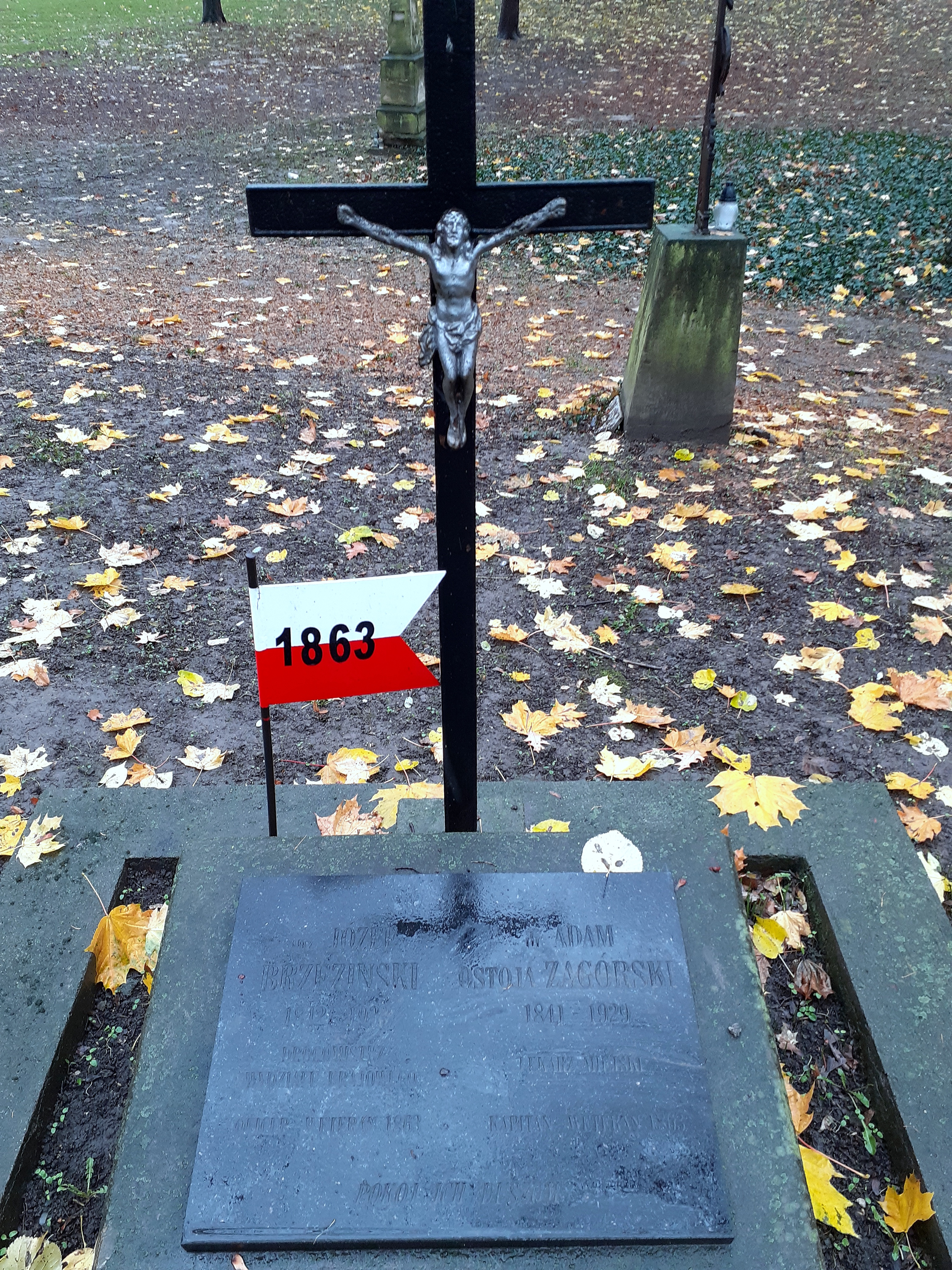
Grobowiec Adama Zagórskiego i Józefa Brzezińskiego

## Życiorys
Urodził się w 1842. Pochodził ze Żmudzi z Poniewieża. Ukończył naukę w rosyjskim gimnazjum, a następnie studia techniczno-miernicze. Podjął pracę jako urzędnik na stanowisku rządowym (czynownik) na Litwie.
Po wybuchu powstania styczniowego w 1863 przebywał w Kownie, gdzie po przybyciu emisariusza Rządu Narodowego porzucił służbę oraz rodzinę i przyłączył się do narodowego zrywu. Początkowo udzielał się w pracach przygotowawczych do wybuchu powstania na Litwie (rozlepianie afiszy w mieście, konspiracja). Potem brał udział w działaniach zbrojnych w szeregach oddziału Ludkiewicza. Został mianowany oficerem i pełnił funkcję adiutanta. Uczestniczył w bitwach i potyczkach. Po upadku powstania ukrywał się w lasach litewskich. Później przez Rygę wyjechał z ojczystej ziemi.
Udał się na emigrację i w kolejnych latach żył w Szwajcarii i we Francji (Paryż). Utrzymywał się z pracy w zawodzie drukarza. Był współredaktorem pisma „Chwila” dla polskich czytelników. W stolicy Francji przebywał podczas oblężenia miasta w trakcie wojny francusko-pruskiej w 1870, a potem podczas Komuny Paryskiej w 1871.
W latach 70. wrócił na ziemie polskie i osiadł w Galicji. Początkowo mieszkał w Nisku, gdzie był drogomistrzem Wydziału Krajowego. Potem żył w Rzeszowie przez około 20 lat. Po odzyskaniu przez Polskę niepodległości w latach 20. II Rzeczypospolitej pozostawał w stopniu podporucznika weterana.
Zmarł 11 stycznia 1933 w Rzeszowie. Pogrzeb odbył się 13 stycznia 1933 z honorami wojskowymi. Został pochowany na Starym Cmentarzu w Rzeszowie w miejscu przeznaczonym dla niego przez Zarząd Miasta. W tym miejscu wcześniej spoczął inny weteran z 1863, dr Adam Zagórski (1841–1929). Po śmierci Józefa Brzezińskiego w Rzeszowie żył już tylko jeden uczestnik powstania styczniowego, Władysław Żemralski.